# Radical 9
El radical 9, representado por el carácter Han 人, es uno de los 214 radicales del diccionario de Kangxi.  En mandarín estándar es llamado 人部 (rén bù,«radical persona»), en japonés es llamado  人部, じんぶ,　(jinbu), y en coreano 인 (in). 
El radical «persona» es uno de los radicales más comunes; existen 794 caracteres indizados bajo este radical. Este radical suele apareces con dos formas variantes: la forma 亻, que aparece siempre en el lado izquierdo del carácter (por ejemplo en el carácter 何) y la forma 𠆢, que aparece en la parte superior (por ejemplo en el carácter 全).

## Nombres populares
- Mandarín estándar: 單人旁, dān rén páng, «persona simple a un lado».
- Coreano: 사람인부, salam inbu, «radical “in”-persona».
- Japonés: 人（ひと）,　hito, «persona»; 人偏（にんべん）,　ninben «persona en el lado izquierdo»　(cuando aparece en el lado izquierdo del radical);[1] 人屋根（ひとやね）,　hitoyane, «persona-techo» (cuando aparece en la parte superior, por la forma que toma el radical).
- En occidente: Radical «persona».

## Caracteres con el radical 9
| trazos | carácter |
| ------ | --- |
| + 0    | 人 |
| + 1    | 亼 亽 亾 亿 |
| + 2    | 什 仁 仂 仃 仄 仅 仆 仇 仈 仉 今 介 仌 仍 从 仏 仐 仑 仒 仓 |
| + 3    | 仔 仕 他 仗 付 仙 仚 仛 仜 仝 仞 仟 仠 仡 仢 代 令 以 仦 仧 仨 仩 仪 仫 们 仭 |
| + 4    | 仮 仯 仰 仱 仲 仳 仴 仵 件 价 仸 仹 仺 任 仼 份 仾 仿 伀 企 伂 伃 伄 伅 伆 伇 伈 伉 伊 伋 伌 伍 伎 伏 伐 休 伒 伓 伔 伕 伖 众 优 伙 会 伛 伜 伝 伞 伟 传 伡 伢 伣 伤 伥 伦 伧 伨 伩 伪 伫 伬                                                 |
| + 5    | 伭 伮 伯 估 伱 伲 伳 伴 伵 伶 伷 伸 伹 伺 伻 似 伽 伾 伿 佀 佁 佂 佃 佄 佅 但 佇 佈 佉 佊 佋 佌 位 低 住 佐 佑 佒 体 佔 何 佖 佗 佘 余 佚 佛 作 佝 佞 佟 你 佡 佢 佣 佤 佥 佦 佧 佨 来                                                       |
| + 6    | 佩 佪 佫 佬 佭 佮 佯 佰 佱 佲 佳 佴 併 佶 佷 佸 佹 佺 佻 佼 佽 佾 使 侀 侁 侂 侃 侄 侅 來 侇 侈 侉 侊 例 侌 侍 侎 侏 侐 侑 侒 侓 侔 侕 侖 侗 侘 侙 侚 供 侜 依 侞 侟 侠 価 侢 侣 侤 侥 侦 侧 侨 侩 侪 侫 侬 侭                               |
| + 7    | 侮 侯 侰 侱 侲 侳 侴 侵 侶 侷 侸 侹 侺 侻 侼 侽 侾 便 俀 俁 係 促 俄 俅 俆 俇 俈 俉 俊 俋 俌 俍 俎 俏 俐 俑 俒 俓 俔 俕 俖 俗 俘 俙 俚 俛 俜 保 俞 俟 俠 信 俢 俣 俤 俥 俦 俧 俨 俩 俪 俫 俬 俭                                              |
| + 8    | 修 俯 俰 俱 俲 俳 俴 俵 俶 俷 俸 俹 俺 俻 俼 俽 俾 俿 倀 倁 倂 倃 倄 倅 倆 倇 倈 倉 倊 個 倌 倍 倎 倏 們 倒 倓 倔 倕 倖 倗 倘 候 倚 倛 倜 倝 倞 借 倠 倡 倢 倣 値 倥 倦 倧 倨 倩 倪 倫 倬 倭 倮 倯 倰 倱 倲 倳 倴 倵 倶 倷 倸 倹 债 倽 倾 倿 |
| + 9    | 倻 值 偀 偁 偂 偃 偄 偅 偆 假 偈 偉 偊 偋 偌 偍 偎 偏 偐 偑 偒 偓 偔 偕 偖 偗 偘 偙 做 偛 停 偝 偞 偟 偠 偡 偢 偣 偤 健 偦 偧 偨 偩 偪 偫 偬 偭 偮 偯 偰 偱 偲 偳 側 偵 偶 偷 偸 偹 偺 偻 偼 偽 偾 偿                                        |
| + 10   | 傀 傁 傂 傃 傄 傅 傆 傇 傈 傉 傊 傋 傌 傍 傎 傏 傐 傑 傒 傓 傔 傕 傖 傗 傘 備 傚 傛 傜 傝 傞 傟 傠 傡 傢 傣 傤 傥 傦 傧 储 傩 |
| + 11   | 傪 傫 催 傭 傮 傯 傰 傱 傲 傳 傴 債 傶 傷 傸 傹 傺 傻 傼 傽 傾 傿 僀 僁 僂 僃 僄 僅 僆 僇 僈 僉 僊 僋 僌 働 |
| + 12   | 僎 像 僐 僑 僒 僓 僔 僕 僖 僗 僘 僙 僚 僛 僜 僝 僞 僟 僠 僡 僢 僣 僤 僥 僦 僧 僨 僩 僪 僫 僬 僭 僮 僯 僰 僱 僲 僳 僴 |
| + 13   | 僵 僶 僷 僸 價 僺 僻 僼 僽 僾 僿 儀 儁 儂 儃 億 儅 儆 儇 儈 儉 儊 儋 儌 儍 儎 儏 儰 |
| + 14   | 儐 儑 儒 儓 儔 儕 儖 儗 儘 儙 儚 儛 儜 儝 儞 儫 |
| + 15   | 償 儠 儡 儢 儣 儤 儥 儦 儧 儨 儩 優 儬 |
| + 16   | 儭 儮 儯 儱 儲 |
| + 17   | 儳 儴 儵 |
| + 18   | 儶 |
| + 19   | 儷 儸 儹 儺 |
| + 20   | 儻 儼 |
| + 21   | 儽 |
| + 22   | 儾 |

## Galería
| Estilos antiguos                                 | Estilos antiguos                  | Estilos antiguos                        | Estilos antiguos                   | Estilos antiguos                   | Estilos empleados actualmente       | Estilos empleados actualmente  | Estilos empleados actualmente    | Estilos empleados actualmente   | Estilos empleados actualmente  |
|                                                  |                                   |                                         |                                    |                                    |                                     | 人                             | 人                               |                                 |                                |
| 甲骨文 jiǎgǔwén (escritura de huesos oraculares) | 金文 jīnwén (escritura de bronce) | 简帛 jiǎnbó (escritura de bambú y seda) | 篆文 zhuànwén (escritura de sello) | 篆文 zhuànwén (escritura de sello) | 隸書 lìshū (estilo de los escribas) | 楷書 kǎishū (estilo regular)   | 楷書 kǎishū (estilo regular)     | 行書 xǐngshū (estilo corriente) | 草書 cǎoshū (estilo de hierba) |
| 甲骨文 jiǎgǔwén (escritura de huesos oraculares) | 金文 jīnwén (escritura de bronce) | 简帛 jiǎnbó (escritura de bambú y seda) | 大篆 dàzhuàn (sello grande)        | 小篆 xiǎozhuàn (sello pequeño)     | 隸書 lìshū (estilo de los escribas) | 繁體／繁体 fántǐ (tradicional) | 简体／簡體 jiǎntǐ (simplificado) | 行書 xǐngshū (estilo corriente) | 草書 cǎoshū (estilo de hierba) |